# Референдуми, пов'язані з Європейським Союзом
Ця стаття — список референдумів, пов'язаних із Європейським Союзом.

## Розширення 1973 р
Франція, перед тим як приєднатися до Європейської Спільноти, 23 квітня 1972 р. У ньому взяли участь 60,7% з яких 68,3% проголосували за вступ.
Згодом ще 3 країни-кандидата з 4 (Ірландія, Данія, Норвегія) провели подібні референдуми. Були оприлюднені такі результати:
 Ірландія — 83,1% за вступ (10 травня 1972 р.),
 Норвегія- 53,5% проти (25 вересня 1972 р.),
 Данія — 63,3% за (2 жовтня 1972 р.)
Оскільки норвежці проголосували проти, Норвегія не вступила до Європейської Спільноти.
Консервативний уряд Едварда Гіта Великої Британії не проводив жодних референдумів перед вступом Об'єднаного Королівства до Спільноти. Маніфест загального голосування 1974 р. від Лейбористської партії включив у себе застави для референдуму. Це призвело до того, що Партія під керівництвом Гарольда Вілсона успішно добилася проведення референдуму на якому було розглянуто питання залишення країни у Спільноті. Результатів за було 67,2% проти 64,0% тих, хто обрав вихід з ЄС.

## Єдиний європейський акт
26 лютого 1986 р. Данія провела референдум, на якому електорат вирішував прийняття Єдиного європейського акту. 56,2% виборців, які віддали свій голос «за» проти 74,8%.
Десята поправка Конституції Ірландії дозволила країні ратифікувати європейський акт. Це було затверджено референдумом 26 травня 1987 р. 69,9% проголосувало «за».

## Маастрихтський договір
Три країни провели референдуми з питання ратифікації Маастрихтського договору: Ірландія, Франція та Данія.
 Ірландія — референдум відбувся 18 липня 1992 р. і отримав 68,7% голосів за.
 Франція — референдум пройшов 20 вересня 1992 р. Явка виборців склала 69,7%, серед яких 51,1% проголосував за.
 Данія — мала 2 успішних референдуму ще до Маастрихтського договору. Перший був проведений 2 червня 1992 р. і явка виборців склала 82,9%, але Договір не був підтриманий, бо кількість голосів «за» не змогла перетнути 50% (49,3%).
Після невдалої спроби прийняття Маастрихтського договору, Данія розпочала переговори і отримала додаткові 4 переваги: Економічний і монетарний союз, єдине громадянство, співпраця в галузі правосуддя, внутрішніх справ та оборони. Повторний референдум відбувся 18 травня 1993 р. Цього разу 56,8% виборців віддали свій голос за Маастрихтський договір.

## Розширення 1995 р
1994 р. референдуми були проведені ще у чотирьох державах-членах:
 Австрія — 66,6% «за» (12 червня 1994 р.),
 Фінляндія — 59,9% «за» (16 жовтня 1994 р.),
 Швеція — 52,8% «за» (13 листопада 1994 р.)
Австрія, Швеція й Фінляндія були прийняті 1 січня 1995 р. Норвегія отримала відмову вдруге через результати референдуму з приводу вступу до ЄС.
Аландські острови — територія, яка належить Фінляндії, так само провели референдум 20 листопада 1994 р. з питання їх приєднання до Європейського Союзу. На референдум з'явилося 49,1 % населення, 73,6 % з яких віддали свій голос за приєднання. Наслідком цього стало поширення законів ЄС на території Аландських островів.

## Амстердамський договір
Дві країни провели референдум з питання ратифікації Амстердамського договору — Ірландія й Данія.
 Ірландія — референдум відбувся 22 травня 1998 р., результати якого склали 61,74 % «за».
 Данія — референдум пройшов 28 травня 1998 р. і отримав 55,1 % голосів «за».

## Ніццький договір
Ірландія — 2001 р. виборці не підтримали Ніццький договір (53,9% проти), але явка громадян склала тільки 34,8%. Пізніше, 2002 р., при повторному референдумі, в якому взяло участь 49,5% населення, договір було прийнято (62,9% «за»)

## Розширення 2004 р
2004 р. нове розширення Європейського Союзу стосувалося 10 держав-кандидатів, 8 з Центральної та Східної Європи, Мальта та Кіпр.
Усі країни окрім Кіпру провели референдуми з приводу вступу до Європейської Спільноти.
 Мальта — референдум відбувся 8 березня 2003 р., отримавши 53,6% «за».
 Словенія — дата проведення референдуму: 12 квітня 2003 р. 83,7% виборців проголосували «за».
 Угорщина — референдум пройшов 10-11 травня 2003 р. з результатами 83,7% «за».
 Литва — референдум 10-11 травня 2003 р. закінчився результатом 89,9% «за».
 Словаччина — 92,5% проголосували «за» при явці на референдум 16-18 травня 2003 р. 52,1% населення.
 Польща — референдум був проведений 7-8 червня 2003 р. з результатами 77,5% «за».
 Чехія — дата проведення референдуму: 13-14 червня 2003 р., результатом якого стали 77,3% «за».
 Латвія — 67,0% проголосувала за вступ до Європейської Спільноти під час референдуму 20 вересня 2003 р.
Оскільки по результатам референдумів не виникло проблем із ратифікуванням, усі країни-кандидати стали повноправними членами Спільноти 1 травня 2004 р.

## Євро
Данія та Велика Британія за Маастрихтським договором мають право не вступати до зони євро аж до моменту, коли вони не вирішать, що цей крок є потрібним. Швеція не отримала жодних переваг і так само відмовилася приєднуватися до євро. З цього приводу відбулися два референдуми, обидва з яких не були підтримані народом:
 Данія — референдум 28 вересня 2000 р. Явка виборців склала 87,6%, з яких 53,2% проголосували проти входу своє країни до зони євро.
 Швеція — 14 вересня 2003 р. відбувся референдум, в якому узяло участь 81,2% населення, 56,1% з яких проголосував «проти».

## Європейська Конституція
Кілька держав-членів провели або мали намір провести референдум з питання ратифікації Європейської конституції.
Були отримані такі результати:
 Іспанія — 20 лютого 2005 р. проголосувала «за» 76,7% населення.
 Франція — 29 травня 2005 р. 54,9% виборців віддало свій голос «проти».
 Нідерланди — 1 червня 2005 р. 61,% «проти».
 Люксембург — 10 липня 2005 р. 56,5% «за».
Перелік референдумів, які б мали, але так і не відбулися:
- Чеський референдум з питання Європейської Конституції;
- Данський референдум з питання Європейської Конституції;
- Ірландський референдум з питання Європейської Конституції;
- Польський референдум з питання Європейської Конституції;
- Португальський референдум з питання Європейської Конституції;
- Британський референдум з питання Європейської Конституції.

## Лісабонська угода
Тільки одна країна, Ірландія, проявила намір ратифікувати Лісабонську умову через проведення референдуму.
 Ірландія - 12 червня 2008 р. 53,2% населення проголосувало проти ратифікації.
Єврокомісія заявила, що прийняття Лісабонської угоди не буде змушувати республіку міняти свою точку зору з питань військового нейтралітету, абортів та постійного Комісара. Повторне голосування пройшло 2 жовтня 2009 р., де було отримано 67,1% голосів "за".

Рішення про надання Ірландії повторної можливості голосування отримало критичні відгуки. партія Незалежності Великої Британії стала головним опозиціонером ЄС, яка звинуватила населення Ірландії в марнуванні початкового шансу, а потім примусу до повторного голосування. Партія заявила, поступки в Лісабонській угоді, зроблені для Ірландської Республіки, були 
| Ліві лапки | не варті паперу на якому вони написані і не є легальними. | Праві лапки |

Ірландію критикували з приводу того, що вона отримала гарантію, яка передбачала, що деякі питання, такі як аборт, не буде змінені Лісабонською угодою.

## Розширення 2013
Хорватія - 66,27% проголосували "за" вступ 22 січня 2012 р.

## Бюджетний пакт
Ірландія - на референдумі 31 травня 2012 р. 60,3% населення проголосували "за".

## Майбутні розширення
Країни, які мають намір вступити до Європейського Союзу, можуть провести референдуми, які є частиною вступу. До того ж, Ст. 88-5 Конституції Франції вимагає референдуму для ратифікації будь-яких угод. Політики інших держав-члені запропонували проведення референдумів в своїх країнах з питання вступу Туреччини до ЄС.